# Gómez Farías (kommun i Mexiko, Chihuahua)
Gómez Farías är en kommun i Mexiko.   Den ligger i delstaten Chihuahua, i den nordvästra delen av landet, 1 400 km nordväst om huvudstaden Mexico City.
Följande samhällen finns i Gómez Farías:
- La Pinta